# 逢坂隧道
逢坂隧道（おうさかずいどう）は、東京都八丈町大賀郷の東京都道215号八丈循環線にある素掘りのトンネルである。

## 概要
- 竣工年 1909年（明治42年）
- 延長 153.2m
- 幅員 3.4m
- 高さ 3.9m